# Amanita sphaerobulbosa
Amanita sphaerobulbosa je jedovatý asijský zástupce rodu muchomůrka (Amanita). Dříve vznikla domněnka, že je se jedná o shodný druh s A. abruptou, nebo alespoň poddruh. Studie rodu muchomůrka, které se uskutečnily na konci devadesátých let 20. století, zjistily pomocí výtrusů, že se jedná o dva různé druhy, které jsou si lehce příbuzné.

## Popis
Klobouk v mládí polokulovitý, posléze konvexní až plochý. Zbarvení do bílé až krémové nebo lehce okrové s pyramidovitými bradavkami. Hymenofor tvoří taktéž bílé husté lupeny. Třeň bílý , štíhlý s výrazným prstenem a zakončen silnou bází třeně (tzv. kalich smrti). Výtrusný prach bílý.

## Ekologie/rozšíření
A. sphaerobulbosa je rozšířena především na Korejském poloostrově a Japonsku, ale může být rozšířena na dalších místech východní Asie, nebo na dalších místech pokud by měla adekvátní podmínky.
Je mykorhizní se stromy tvrdšího dřeva.

## Toxicita a obsahované látky
Tento zástupce obsahuje hlavně aminokyseliny, např. 2-amino-5-chlor-6-hydroxy-4-hexenová, kysl. 2-amino-4-pentinová, kysl. 2-amino-4,5-hexadienová, kysl. 2-amino-4-pentinová a zřejmě také obsahuje i amanitin. Otrava se projeví do 20 hodin snížením hladiny cukru v krvi, a zvýšením transamináz a následným selháním jater.

## Podobné druhy
Teoreticky by šla zaměnit s bedlou ostrošupinnou (Echinoderma asperum), ta se však vyskytuje v Evropě, nemá prsten a je více zbarvena do hněda. Dalším podobným druhem je A. abruta, která jak již bylo zmíněno, byla považována za synonimum A. sphaerobulbosa. V roce 1999 při výzkumu rodu muchomůrka bylo zjištěno, že má jinou mikrostrukturu a tvar výtrusů.
Podobným druhem je také A. kotohiraesis, ale na rozdíl od A. sphaerobulbosy má vločkaté bradavky.

Nadále by šla také zaměnit s A. maganiverrucatou jež má menší výtrusy.